# Lista planetelor minore: 246001–247000
Aceasta este lista planetelor minore cu numerele 246001–247000.

## 246001–246100
| Denumire | Denumire provizorie | Data descoperirii  | Locul descoperirii | Descoperitor(i)     |
| -------- | ------------------- | ------------------ | ------------------ | ------------------- |
| 246001 – | 2006 SM349          | 29 septembrie 2006 | Kitt Peak          | Spacewatch          |
| 246002 – | 2006 SV361          | 30 septembrie 2006 | Mount Lemmon       | Mount Lemmon Survey |
| 246003 – | 2006 SL367          | 25 septembrie 2006 | Catalina           | CSS                 |
| 246004 – | 2006 TO12           | 10 octombrie 2006  | Palomar            | NEAT                |
| 246021 – | 2006 TS117          | 3 octombrie 2006   | Apache Point       | A. C. Becker        |
| 246022 – | 2006 UN2            | 16 octombrie 2006  | Goodricke-Pigott   | R. A. Tucker        |
| 246059 – | 2006 VL48           | 10 noiembrie 2006  | Socorro            | LINEAR              |
| 246079 – | 2006 XD4            | 14 decembrie 2006  | Kitami             | K. Endate           |
| 246088 – | 2007 AW8            | 9 ianuarie 2007    | Marly              | P. Kocher           |
| 246089 – | 2007 AA12           | 14 ianuarie 2007   | Črni Vrh           | Črni Vrh            |
| 246091 – | 2007 AW25           | 15 ianuarie 2007   | Anderson Mesa      | LONEOS              |

## 246101–246200
| Denumire           | Denumire provizorie | Data descoperirii  | Locul descoperirii | Descoperitor(i)        |
| ------------------ | ------------------- | ------------------ | ------------------ | ---------------------- |
| 246101 –           | 2007 ED145          | 12 martie 2007     | Mount Lemmon       | Mount Lemmon Survey    |
| 246102 –           | 2007 EY156          | 12 martie 2007     | Kitt Peak          | Spacewatch             |
| 246103 –           | 2007 ER160          | 14 martie 2007     | Mount Lemmon       | Mount Lemmon Survey    |
| 246104 –           | 2007 EB163          | 15 martie 2007     | Mount Lemmon       | Mount Lemmon Survey    |
| 246105 –           | 2007 EE173          | 14 martie 2007     | Kitt Peak          | Spacewatch             |
| 246106 –           | 2007 EE188          | 11 martie 2007     | Mount Lemmon       | Mount Lemmon Survey    |
| 246107 –           | 2007 FM24           | 20 martie 2007     | Anderson Mesa      | LONEOS                 |
| 246108 –           | 2007 FT27           | 20 martie 2007     | Mount Lemmon       | Mount Lemmon Survey    |
| 246109 –           | 2007 FE31           | 20 martie 2007     | Mount Lemmon       | Mount Lemmon Survey    |
| 246110 –           | 2007 FP41           | 26 martie 2007     | Mount Lemmon       | Mount Lemmon Survey    |
| 246111 –           | 2007 FC50           | 20 martie 2007     | Catalina           | CSS                    |
| 246112 –           | 2007 GJ54           | 15 aprilie 2007    | Kitt Peak          | Spacewatch             |
| 246113 –           | 2007 GY69           | 15 aprilie 2007    | Mount Lemmon       | Mount Lemmon Survey    |
| 246114 –           | 2007 GR70           | 15 aprilie 2007    | Mount Lemmon       | Mount Lemmon Survey    |
| 246115 –           | 2007 HC7            | 16 aprilie 2007    | Socorro            | LINEAR                 |
| 246116 –           | 2007 HS44           | 18 aprilie 2007    | Mount Lemmon       | Mount Lemmon Survey    |
| 246117 –           | 2007 HD50           | 20 aprilie 2007    | Kitt Peak          | Spacewatch             |
| 246118 –           | 2007 HB88           | 20 aprilie 2007    | Tiki               | N. Teamo               |
| 246119 –           | 2007 JC1            | 7 mai 2007         | Kitt Peak          | Spacewatch             |
| 246120 –           | 2007 JJ3            | 6 mai 2007         | Kitt Peak          | Spacewatch             |
| 246121 –           | 2007 JD11           | 7 mai 2007         | Kitt Peak          | Spacewatch             |
| 246122 –           | 2007 JV12           | 7 mai 2007         | Kitt Peak          | Spacewatch             |
| 246123 –           | 2007 JF13           | 7 mai 2007         | Lulin Observatory  | LUSS                   |
| 246124 –           | 2007 JW22           | 11 mai 2007        | Lulin Observatory  | LUSS                   |
| 246125 –           | 2007 JO42           | 11 mai 2007        | Catalina           | CSS                    |
| 246126 –           | 2007 KY3            | 21 mai 2007        | Catalina           | CSS                    |
| 246127 –           | 2007 LF16           | 10 iunie 2007      | Kitt Peak          | Spacewatch             |
| 246128 –           | 2007 LY18           | 9 iunie 2007       | Catalina           | CSS                    |
| 246129 –           | 2007 LT25           | 14 iunie 2007      | Kitt Peak          | Spacewatch             |
| 246130 –           | 2007 LK29           | 15 iunie 2007      | Kitt Peak          | Spacewatch             |
| 246131 –           | 2007 LV33           | 12 iunie 2007      | Catalina           | CSS                    |
| 246132 Lugyny      | 2007 NM1            | 9 iulie 2007       | Andrushivka        | Andrushivka            |
| 246133 –           | 2007 NS1            | 12 iulie 2007      | La Sagra           | OAM                    |
| 246134 –           | 2007 NA4            | 13 iulie 2007      | Tiki               | N. Teamo               |
| 246135 –           | 2007 NB6            | 10 iulie 2007      | Siding Spring      | SSS                    |
| 246136 –           | 2007 NM6            | 10 iulie 2007      | Siding Spring      | SSS                    |
| 246137 –           | 2007 OC             | 16 iulie 2007      | La Sagra           | OAM                    |
| 246138 –           | 2007 OG3            | 19 iulie 2007      | Catalina           | CSS                    |
| 246139 –           | 2007 OF8            | 25 iulie 2007      | Lulin Observatory  | LUSS                   |
| 246140 –           | 2007 PM             | 5 august 2007      | Dauban             | Chante-Perdrix         |
| 246141 –           | 2007 PV             | 4 august 2007      | Reedy Creek        | J. Broughton           |
| 246142 –           | 2007 PC3            | 4 august 2007      | Siding Spring      | SSS                    |
| 246143 –           | 2007 PF5            | 5 august 2007      | Socorro            | LINEAR                 |
| 246144 –           | 2007 PA6            | 8 august 2007      | Socorro            | LINEAR                 |
| 246145 –           | 2007 PE9            | 11 august 2007     | Dauban             | Chante-Perdrix         |
| 246146 –           | 2007 PQ10           | 9 august 2007      | Socorro            | LINEAR                 |
| 246147 –           | 2007 PM16           | 8 august 2007      | Socorro            | LINEAR                 |
| 246148 –           | 2007 PC24           | 12 august 2007     | Socorro            | LINEAR                 |
| 246149 –           | 2007 PE24           | 12 august 2007     | Socorro            | LINEAR                 |
| 246150 –           | 2007 PF24           | 12 august 2007     | Socorro            | LINEAR                 |
| 246151 –           | 2007 PW24           | 12 august 2007     | Socorro            | LINEAR                 |
| 246152 –           | 2007 PX25           | 8 august 2007      | Socorro            | LINEAR                 |
| 246153 Waltermaria | 2007 PW30           | 15 august 2007     | San Marcello       | M. Mazzucato, F. Dolfi |
| 246154 –           | 2007 PB31           | 5 august 2007      | Socorro            | LINEAR                 |
| 246155 –           | 2007 PR33           | 12 august 2007     | Socorro            | LINEAR                 |
| 246156 –           | 2007 PF35           | 9 august 2007      | Socorro            | LINEAR                 |
| 246157 –           | 2007 PT35           | 11 august 2007     | Socorro            | LINEAR                 |
| 246158 –           | 2007 PC37           | 13 august 2007     | Socorro            | LINEAR                 |
| 246159 –           | 2007 PY39           | 15 august 2007     | Socorro            | LINEAR                 |
| 246160 –           | 2007 PE40           | 10 august 2007     | Kitt Peak          | Spacewatch             |
| 246161 –           | 2007 PQ45           | 13 august 2007     | Siding Spring      | SSS                    |
| 246162 –           | 2007 QR             | 16 august 2007     | Purple Mountain    | PMO NEO Survey Program |
| 246163 –           | 2007 QV2            | 19 august 2007     | La Sagra           | OAM                    |
| 246164 Zdvyzhensk  | 2007 QH3            | 22 august 2007     | Andrushivka        | Andrushivka            |
| 246165 –           | 2007 QT11           | 23 august 2007     | Kitt Peak          | Spacewatch             |
| 246166 –           | 2007 RQ5            | 5 septembrie 2007  | La Sagra           | OAM                    |
| 246167 –           | 2007 RF8            | 5 septembrie 2007  | Marly              | P. Kocher              |
| 246168 –           | 2007 RE13           | 3 septembrie 2007  | Catalina           | CSS                    |
| 246169 –           | 2007 RQ13           | 11 septembrie 2007 | Goodricke-Pigott   | R. A. Tucker           |
| 246170 –           | 2007 RY13           | 6 septembrie 2007  | La Sagra           | OAM                    |
| 246171 –           | 2007 RU15           | 4 septembrie 2007  | Rimbach            | M. König               |
| 246172 –           | 2007 RL16           | 13 septembrie 2007 | Mayhill            | A. Lowe                |
| 246173 –           | 2007 RN17           | 12 septembrie 2007 | Bisei SG Center    | BATTeRS                |
| 246174 –           | 2007 RF23           | 3 septembrie 2007  | Catalina           | CSS                    |
| 246175 –           | 2007 RT27           | 4 septembrie 2007  | Catalina           | CSS                    |
| 246176 –           | 2007 RV32           | 5 septembrie 2007  | Catalina           | CSS                    |
| 246177 –           | 2007 RN33           | 5 septembrie 2007  | Catalina           | CSS                    |
| 246178 –           | 2007 RD38           | 8 septembrie 2007  | Anderson Mesa      | LONEOS                 |
| 246179 –           | 2007 RL38           | 8 septembrie 2007  | Anderson Mesa      | LONEOS                 |
| 246180 –           | 2007 RC45           | 9 septembrie 2007  | Kitt Peak          | Spacewatch             |
| 246181 –           | 2007 RP47           | 9 septembrie 2007  | Mount Lemmon       | Mount Lemmon Survey    |
| 246182 –           | 2007 RS48           | 9 septembrie 2007  | Mount Lemmon       | Mount Lemmon Survey    |
| 246183 –           | 2007 RC57           | 9 septembrie 2007  | Kitt Peak          | Spacewatch             |
| 246184 –           | 2007 RA58           | 9 septembrie 2007  | Anderson Mesa      | LONEOS                 |
| 246185 –           | 2007 RH58           | 9 septembrie 2007  | Kitt Peak          | Spacewatch             |
| 246186 –           | 2007 RN58           | 9 septembrie 2007  | Kitt Peak          | Spacewatch             |
| 246187 –           | 2007 RO58           | 9 septembrie 2007  | Kitt Peak          | Spacewatch             |
| 246188 –           | 2007 RY68           | 10 septembrie 2007 | Kitt Peak          | Spacewatch             |
| 246189 –           | 2007 RE69           | 10 septembrie 2007 | Kitt Peak          | Spacewatch             |
| 246190 –           | 2007 RT82           | 10 septembrie 2007 | Mount Lemmon       | Mount Lemmon Survey    |
| 246191 –           | 2007 RY83           | 10 septembrie 2007 | Kitt Peak          | Spacewatch             |
| 246192 –           | 2007 RH88           | 10 septembrie 2007 | Mount Lemmon       | Mount Lemmon Survey    |
| 246193 –           | 2007 RD99           | 11 septembrie 2007 | Kitt Peak          | Spacewatch             |
| 246194 –           | 2007 RG102          | 11 septembrie 2007 | Catalina           | CSS                    |
| 246195 –           | 2007 RD106          | 11 septembrie 2007 | Catalina           | CSS                    |
| 246196 –           | 2007 RR109          | 11 septembrie 2007 | Kitt Peak          | Spacewatch             |
| 246197 –           | 2007 RY116          | 11 septembrie 2007 | Kitt Peak          | Spacewatch             |
| 246198 –           | 2007 RW128          | 12 septembrie 2007 | Mount Lemmon       | Mount Lemmon Survey    |
| 246199 –           | 2007 RM129          | 12 septembrie 2007 | Mount Lemmon       | Mount Lemmon Survey    |
| 246200 –           | 2007 RN132          | 13 septembrie 2007 | Mount Lemmon       | Mount Lemmon Survey    |

## 246201–246300
| Denumire             | Denumire provizorie | Data descoperirii  | Locul descoperirii | Descoperitor(i)     |
| -------------------- | ------------------- | ------------------ | ------------------ | ------------------- |
| 246238 Crampton      | 2007 RL274          | 5 septembrie 2007  | Mauna Kea          | D. D. Balam         |
| 246247 Sheldoncooper | 2007 SP14           | 20 septembrie 2007 | Lulin Observatory  | Q.-z. Ye, H.-C. Lin |
| 246248 –             | 2007 TX             | 2 octombrie 2007   | Antares            | Antares Observatory |
| 246249 –             | 2007 TV3            | 5 octombrie 2007   | Bergisch Gladbach  | W. Bickel           |
| 246250 –             | 2007 TN4            | 6 octombrie 2007   | 7300 Observatory   | W. K. Y. Yeung      |
| 246251 –             | 2007 TU6            | 6 octombrie 2007   | La Sagra           | OAM                 |
| 246253 –             | 2007 TF7            | 7 octombrie 2007   | Dauban             | Chante-Perdrix      |
| 246254 –             | 2007 TV7            | 7 octombrie 2007   | Altschwendt        | W. Ries             |
| 246262 –             | 2007 TJ17           | 7 octombrie 2007   | Calvin-Rehoboth    | Calvin College      |

## 246301–246400
| Denumire           | Denumire provizorie | Data descoperirii | Locul descoperirii | Descoperitor(i) |
| ------------------ | ------------------- | ----------------- | ------------------ | --------------- |
| 246345 Carolharris | 2007 TH298          | 11 octombrie 2007 | Anderson Mesa      | L. H. Wasserman |
| 246382 –           | 2007 UJ37           | 18 octombrie 2007 | Junk Bond          | D. Healy        |

## 246401–246500
| Denumire | Denumire provizorie | Data descoperirii | Locul descoperirii | Descoperitor(i) |
| -------- | ------------------- | ----------------- | ------------------ | --------------- |
| 246485 – | 2007 XD18           | 12 decembrie 2007 | Great Shefford     | P. Birtwhistle  |
| 246486 – | 2007 XH21           | 14 decembrie 2007 | Majorca            | OAM             |

## 246501–246600
| Denumire       | Denumire provizorie | Data descoperirii        | Locul descoperirii | Descoperitor(i)     |
| -------------- | ------------------- | ------------------------ | ------------------ | ------------------- |
| 246504 Hualien | 2008 BG16           | 28 ianuarie 2008 Jan. 28 | Lulin Observatory  | C.-S. Lin, Q.-z. Ye |

## 246601–246700
| Denumire      | Denumire provizorie | Data descoperirii | Locul descoperirii | Descoperitor(i)          |
| ------------- | ------------------- | ----------------- | ------------------ | ------------------------ |
| 246629 –      | 2008 WP94           | 28 noiembrie 2008 | Pla D'Arguines     | R. Ferrando, M. Ferrando |
| 246630 –      | 2008 WU94           | 24 noiembrie 2008 | Sierra Stars       | F. Tozzi                 |
| 246641 –      | 2008 YU8            | 22 decembrie 2008 | Sandlot            | G. Hug                   |
| 246642 –      | 2008 YW8            | 23 decembrie 2008 | Piszkéstető        | K. Sárneczky             |
| 246643 Miaoli | 2008 YU9            | 18 decembrie 2008 | Lulin Observatory  | X. Y. Hsiao, Q.-z. Ye    |

## 246701–246800
| Denumire         | Denumire provizorie | Data descoperirii | Locul descoperirii | Descoperitor(i) |
| ---------------- | ------------------- | ----------------- | ------------------ | --------------- |
| 246759 –         | 2009 CL4            | 11 februarie 2009 | Calar Alto         | F. Hormuth      |
| 246789 Pattinson | 2009 DM89           | 24 februarie 2008 | Zelenchukskaya     | T. V. Kryachko  |

## 246801–246900
| Denumire                | Denumire provizorie | Data descoperirii  | Locul descoperirii   | Descoperitor(i)                                     |
| ----------------------- | ------------------- | ------------------ | -------------------- | --------------------------------------------------- |
| 246801 –                | 2009 ER22           | 3 martie 2009      | Kitt Peak            | Spacewatch                                          |
| 246802 –                | 2009 EN26           | 15 martie 2009     | Kitt Peak            | Spacewatch                                          |
| 246803 –                | 2009 FB1            | 17 martie 2009     | Vicques              | M. Ory                                              |
| 246804 –                | 2009 FJ7            | 16 martie 2009     | Kitt Peak            | Spacewatch                                          |
| 246805 –                | 2009 FH9            | 16 martie 2009     | Mount Lemmon         | Mount Lemmon Survey                                 |
| 246806 –                | 2009 FX25           | 18 martie 2009     | Mount Lemmon         | Mount Lemmon Survey                                 |
| 246807 –                | 2009 FE31           | 24 martie 2009     | La Sagra             | OAM                                                 |
| 246808 –                | 2009 FC44           | 29 martie 2009     | Bergisch Gladbach    | W. Bickel                                           |
| 246809 –                | 2009 FP66           | 21 martie 2009     | Mount Lemmon         | Mount Lemmon Survey                                 |
| 246810 –                | 2009 FH73           | 23 martie 2009     | Calar Alto           | F. Hormuth                                          |
| 246811 –                | 2009 GJ3            | 15 aprilie 2009    | Siding Spring        | SSS                                                 |
| 246812 –                | 2009 HD60           | 24 aprilie 2009    | Kitt Peak            | Spacewatch                                          |
| 246813 –                | 2009 HD76           | 24 aprilie 2009    | Mount Lemmon         | Mount Lemmon Survey                                 |
| 246814 –                | 2009 HE77           | 28 aprilie 2009    | Catalina             | CSS                                                 |
| 246815 –                | 2009 HG82           | 26 aprilie 2009    | Socorro              | LINEAR                                              |
| 246816 –                | 2009 HP98           | 23 aprilie 2009    | La Sagra             | OAM                                                 |
| 246817 –                | 2009 KH1            | 17 mai 2009        | La Sagra             | OAM                                                 |
| 246818 –                | 2009 KA2            | 17 mai 2009        | La Sagra             | OAM                                                 |
| 246819 –                | 2009 LO2            | 14 iunie 2009      | Mount Lemmon         | Mount Lemmon Survey                                 |
| 246820 –                | 2009 MP             | 17 iunie 2009      | Mayhill              | A. Lowe                                             |
| 246821 –                | 2009 QW33           | 27 august 2009     | Vallemare di Borbona | V. S. Casulli                                       |
| 246822 –                | 2009 ST53           | 17 septembrie 2009 | Catalina             | CSS                                                 |
| 246823 –                | 2009 TO35           | 14 octombrie 2009  | La Sagra             | OAM                                                 |
| 246824 –                | 2009 TR41           | 15 octombrie 2009  | La Sagra             | OAM                                                 |
| 246825 –                | 2009 TK43           | 14 octombrie 2009  | Mount Lemmon         | Mount Lemmon Survey                                 |
| 246826 –                | 2009 TX45           | 12 octombrie 2009  | Mount Lemmon         | Mount Lemmon Survey                                 |
| 246827 –                | 2009 TT46           | 12 octombrie 2009  | La Sagra             | OAM                                                 |
| 246828 –                | 2009 UF5            | 18 octombrie 2009  | Črni Vrh             | Črni Vrh                                            |
| 246829 –                | 2009 UF71           | 22 octombrie 2009  | Mount Lemmon         | Mount Lemmon Survey                                 |
| 246830 –                | 2009 UZ71           | 23 octombrie 2009  | Kitt Peak            | Spacewatch                                          |
| 246831 –                | 2009 UK81           | 22 octombrie 2009  | Mount Lemmon         | Mount Lemmon Survey                                 |
| 246832 –                | 2009 UV135          | 24 octombrie 2009  | Catalina             | CSS                                                 |
| 246833 –                | 2009 UD136          | 24 octombrie 2009  | Catalina             | CSS                                                 |
| 246834 –                | 2009 WJ10           | 19 noiembrie 2009  | Socorro              | LINEAR                                              |
| 246835 –                | 2009 WA204          | 16 noiembrie 2009  | Kitt Peak            | Spacewatch                                          |
| 246836 –                | 2009 WH212          | 18 noiembrie 2009  | Kitt Peak            | Spacewatch                                          |
| 246837 Bethfabinsky     | 2010 CR51           | 13 februarie 2010  | WISE                 | WISE                                                |
| 246838 –                | 2010 CN144          | 13 februarie 2010  | Catalina             | CSS                                                 |
| 246839 –                | 2010 CE148          | 14 februarie 2010  | Mount Lemmon         | Mount Lemmon Survey                                 |
| 246840 –                | 2010 DW45           | 17 februarie 2010  | Kitt Peak            | Spacewatch                                          |
| 246841 Williamirace     | 2010 DR58           | 24 februarie 2010  | WISE                 | WISE                                                |
| 246842 Dutchstapelbroek | 2010 EZ5            | 2 martie 2010      | WISE                 | WISE                                                |
| 246843 –                | 2010 EE31           | 4 martie 2010      | Kitt Peak            | Spacewatch                                          |
| 246844 –                | 2010 EM73           | 13 martie 2010     | Catalina             | CSS                                                 |
| 246845 –                | 2010 EE121          | 14 martie 2010     | Catalina             | CSS                                                 |
| 246846 –                | 2010 EY126          | 15 martie 2010     | Catalina             | CSS                                                 |
| 246847 –                | 2010 EO139          | 13 martie 2010     | Catalina             | CSS                                                 |
| 246848 –                | 2010 EL140          | 12 martie 2010     | Kitt Peak            | Spacewatch                                          |
| 246849 –                | 2010 FB48           | 22 martie 2010     | ESA OGS              | ESA OGS                                             |
| 246850 –                | 2010 FP55           | 25 martie 2010     | Kitt Peak            | Spacewatch                                          |
| 246851 –                | 2010 GV24           | 7 aprilie 2010     | La Sagra             | OAM                                                 |
| 246852 –                | 2010 GM27           | 5 aprilie 2010     | Mount Lemmon         | Mount Lemmon Survey                                 |
| 246853 –                | 2010 GU30           | 4 aprilie 2010     | Catalina             | CSS                                                 |
| 246854 –                | 2010 GL97           | 7 aprilie 2010     | Kitt Peak            | Spacewatch                                          |
| 246855 –                | 2010 GY116          | 10 aprilie 2010    | Mount Lemmon         | Mount Lemmon Survey                                 |
| 246856 –                | 2010 GC117          | 10 aprilie 2010    | Mount Lemmon         | Mount Lemmon Survey                                 |
| 246857 –                | 2010 HU77           | 20 aprilie 2010    | Kitt Peak            | Spacewatch                                          |
| 246858 –                | 2010 HX78           | 25 aprilie 2010    | Nogales              | Tenagra II                                          |
| 246859 –                | 2010 JZ115          | 5 mai 2010         | Nogales              | Tenagra II                                          |
| 246860 –                | 2010 JK155          | 9 mai 2010         | Mount Lemmon         | Mount Lemmon Survey                                 |
| 246861 Johnelwell       | 2010 KC18           | 17 mai 2010        | WISE                 | WISE                                                |
| 246862 –                | 2655 P-L            | 24 septembrie 1960 | Palomar              | C. van Houten, I. van Houten-Groeneveld, T. Gehrels |
| 246863 –                | 2697 P-L            | 24 septembrie 1960 | Palomar              | C. van Houten, I. van Houten-Groeneveld, T. Gehrels |
| 246864 –                | 6379 P-L            | 24 septembrie 1960 | Palomar              | C. van Houten, I. van Houten-Groeneveld, T. Gehrels |
| 246865 –                | 6770 P-L            | 24 septembrie 1960 | Palomar              | C. van Houten, I. van Houten-Groeneveld, T. Gehrels |
| 246866 –                | 1356 T-2            | 29 septembrie 1973 | Palomar              | C. van Houten, I. van Houten-Groeneveld, T. Gehrels |
| 246867 –                | 2057 T-2            | 29 septembrie 1973 | Palomar              | C. van Houten, I. van Houten-Groeneveld, T. Gehrels |
| 246868 –                | 1366 T-3            | 17 octombrie 1977  | Palomar              | C. van Houten, I. van Houten-Groeneveld, T. Gehrels |
| 246869 –                | 4583 T-3            | 16 octombrie 1977  | Palomar              | C. van Houten, I. van Houten-Groeneveld, T. Gehrels |
| 246870 –                | 1993 RX14           | 15 septembrie 1993 | La Silla             | E. W. Elst                                          |
| 246871 –                | 1993 TL14           | 9 octombrie 1993   | La Silla             | E. W. Elst                                          |
| 246872 –                | 1993 TK23           | 9 octombrie 1993   | La Silla             | E. W. Elst                                          |
| 246873 –                | 1994 PQ7            | 10 august 1994     | La Silla             | E. W. Elst                                          |
| 246874 –                | 1994 UE7            | 28 octombrie 1994  | Kitt Peak            | Spacewatch                                          |
| 246875 –                | 1994 WR6            | 28 noiembrie 1994  | Kitt Peak            | Spacewatch                                          |
| 246876 –                | 1994 XH2            | 1 decembrie 1994   | Kitt Peak            | Spacewatch                                          |
| 246877                  | 1995 DZ2            | 24 februarie 1995  | Siding Spring        | R. H. McNaught                                      |
| 246878 –                | 1995 OY5            | 22 iulie 1995      | Kitt Peak            | Spacewatch                                          |
| 246879 –                | 1995 SB19           | 18 septembrie 1995 | Kitt Peak            | Spacewatch                                          |
| 246880 –                | 1995 SR54           | 17 septembrie 1995 | Xinglong             | BAO Schmidt CCD Asteroid Program                    |
| 246881 –                | 1995 TZ2            | 10 octombrie 1995  | Kitt Peak            | Spacewatch                                          |
| 246882 –                | 1996 BB11           | 24 ianuarie 1996   | Kitt Peak            | Spacewatch                                          |
| 246883 –                | 1996 BF12           | 24 ianuarie 1996   | Kitt Peak            | Spacewatch                                          |
| 246884 –                | 1996 EJ15           | 12 martie 1996     | Kitt Peak            | Spacewatch                                          |
| 246885 –                | 1996 GV8            | 13 aprilie 1996    | Kitt Peak            | Spacewatch                                          |
| 246886 –                | 1996 XY4            | 6 decembrie 1996   | Kitt Peak            | Spacewatch                                          |
| 246887 –                | 1996 XK28           | 12 decembrie 1996  | Kitt Peak            | Spacewatch                                          |
| 246888 –                | 1997 CE14           | 3 februarie 1997   | Kitt Peak            | Spacewatch                                          |
| 246889 –                | 1997 EB7            | 3 martie 1997      | Kitt Peak            | Spacewatch                                          |
| 246890 –                | 1997 EF15           | 4 martie 1997      | Kitt Peak            | Spacewatch                                          |
| 246891 –                | 1997 JY10           | 8 mai 1997         | Kitt Peak            | Spacewatch                                          |
| 246892 –                | 1997 NU5            | 7 iulie 1997       | Kitt Peak            | Spacewatch                                          |
| 246893 –                | 1997 OB1            | 29 iulie 1997      | San Marcello         | A. Boattini, L. Tesi                                |
| 246894 –                | 1997 SM6            | 23 septembrie 1997 | Kitt Peak            | Spacewatch                                          |
| 246895 –                | 1997 SP8            | 23 septembrie 1997 | Kitt Peak            | Spacewatch                                          |
| 246896 –                | 1997 SV9            | 28 septembrie 1997 | Kitt Peak            | Spacewatch                                          |
| 246897 –                | 1997 SH15           | 28 septembrie 1997 | Kitt Peak            | Spacewatch                                          |
| 246898 –                | 1997 SB31           | 27 septembrie 1997 | Kitt Peak            | Spacewatch                                          |
| 246899 –                | 1997 TB5            | 1 octombrie 1997   | Caussols             | ODAS                                                |
| 246900 –                | 1997 WB18           | 23 noiembrie 1997  | Kitt Peak            | Spacewatch                                          |

## 246901–247000
| Denumire      | Denumire provizorie | Data descoperirii  | Locul descoperirii  | Descoperitor(i)                  |
| ------------- | ------------------- | ------------------ | ------------------- | -------------------------------- |
| 246909        | 1998 QV4            | 22 august 1998     | Xinglong            | BAO Schmidt CCD Asteroid Program |
| 246913 Slocum | 1998 SU63           | 23 septembrie 1998 | NRC-DAO             | G. C. L. Aikman                  |
| 246917 –      | 1998 UR18           | 25 octombrie 1998  | Oizumi              | T. Kobayashi                     |
| 246928 –      | 1999 CV2            | 9 februarie 1999   | Ondřejov            | L. Šarounová                     |
| 246934 –      | 1999 PL             | 6 august 1999      | Monte Agliale       | M. M. M. Santangelo              |
| 246957 –      | 1999 SA4            | 29 septembrie 1999 | Višnjan Observatory | K. Korlević                      |